# Saab SHARC
Die SHARC (Swedish Highly Advanced Research Configuration) ist ein UAV-Demonstrator des schwedischen Konzerns Saab.

## Geschichte
Ziel des Projekts war in erster Linie die Entwicklung von UAV-Fähigkeiten und die Demonstration einer autonomen Jagdbomber-Mission.

## Konstruktion
Ein wesentlicher Fokus bei der Entwicklung des Fluggeräts lag dabei auf den Tarneigenschaften (samt Implementierung eines internen Waffenschachtes) und einer hohen Überlebenswahrscheinlichkeit. Die Entwicklung begann 2001, ein Jahr später folgte der Erstflug.

## Technische Daten
| Kenngröße             | Daten       |
| --------------------- | ----------- |
| Länge                 | 2,5 m       |
| Spannweite            | 2,1 m       |
| max. Startmasse       | 60 kg       |
| Höchstgeschwindigkeit | 320 km/h    |
| Triebwerke            | AMT Olympus |